# Christine Fabréga
Pour les articles homonymes, voir Fabrega.
Christine Fabréga, pour l'état civil Christiane Louise Jeanne Boutevilain, née le 8 avril 1931 dans le 14e arrondissement de Paris et morte le 11 juin 1988 dans le 18e arrondissement de Paris, est une actrice et animatrice de radio et de télévision française.

## Biographie
Fille d'un négociant en cuirs, Christiane Boutevilain suit les cours de théâtre de Julien Bertheau et de René Simon,.
Elle apparaît au cinéma en 1952, comme simple figurante, sous le pseudonyme qu'elle ne quittera plus de Christine Fabréga.

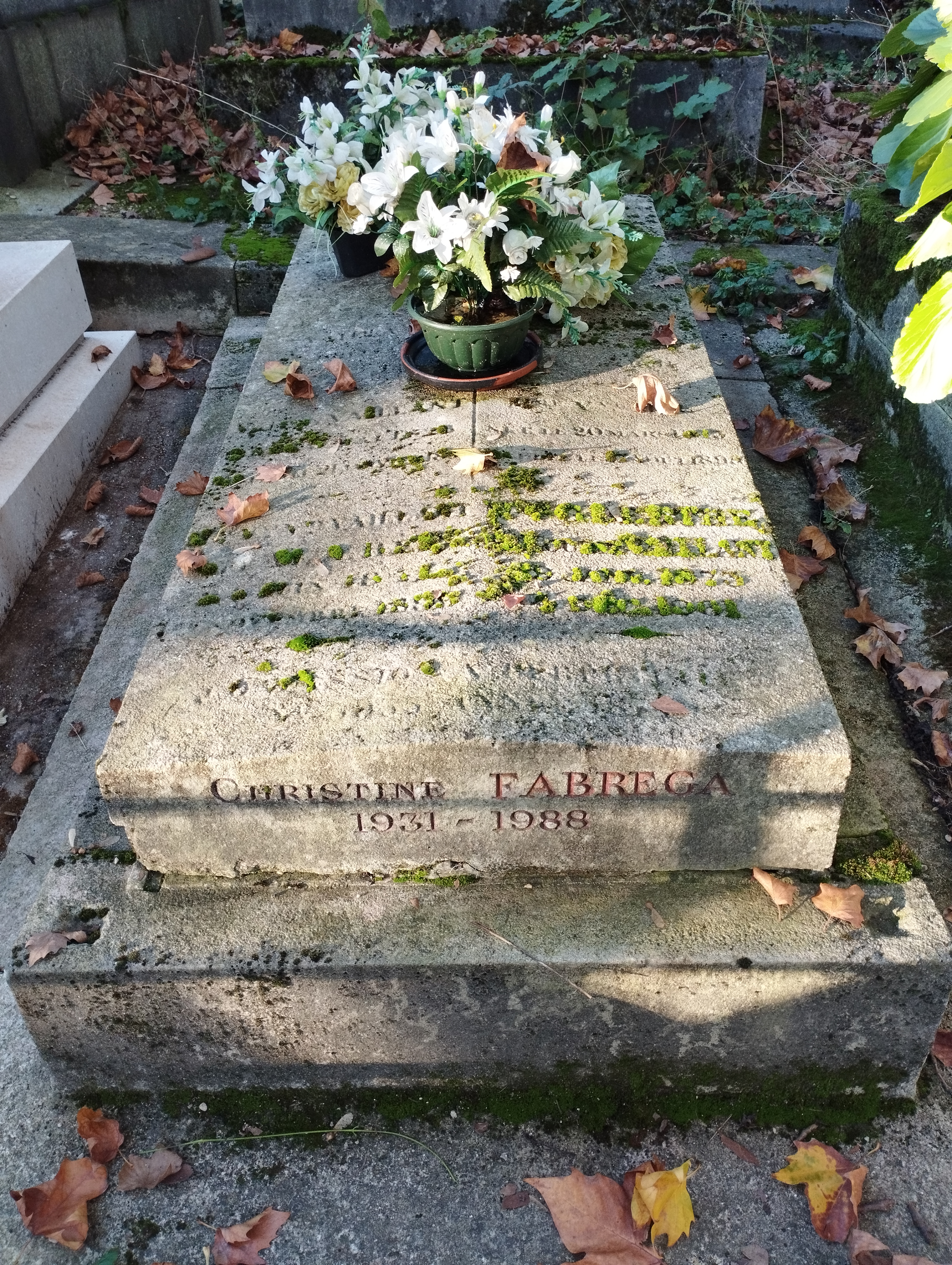
Tombe de Christine Fabréga au cimetière du Père-Lachaise (division 36).

En 1965, elle est la première présentatrice de l'émission Le Mot le plus long et se fait rapidement apprécier des téléspectateurs. Elle y reste jusqu'au 29 septembre 1970, date à laquelle l'émission est arrêtée avant d'être reprise modifiée en janvier 1972 sous le nom Des chiffres et des lettres, avec Patrice Laffont.
De 1966 à 1977, elle participe à une dizaine de films, dont Le Deuxième Souffle de Jean-Pierre Melville (1966) — probablement son plus beau rôle ; Les Risques du métier d'André Cayatte (1967) ; Nous ne vieillirons pas ensemble de Maurice Pialat (1972) ; Deux Hommes dans la ville de José Giovanni (1973).
Pendant onze ans, de 1976 à 1987, elle est l'une des figures récurrentes de l'émission Les Jeux de 20 heures.
Au début des années 1980, elle compte parmi les invités réguliers de l'émission radiophonique de Philippe Bouvard Les Grosses Têtes, diffusée sur RTL.
Elle meurt à l'hôpital Bichat le 11 juin 1988, à l'âge de 57 ans, des suites d'un cancer. Elle est inhumée au cimetière du Père-Lachaise (division 36).

## Filmographie

### Cinéma
- 1952 : Le Gang des pianos à bretelles de Gilles de Turenne : un mannequin (apparition furtive)
- 1966 : Le Deuxième Souffle de Jean-Pierre Melville, avec Lino Ventura : Simone Melletier, dite Manouche
- 1967 : Les Risques du métier d'André Cayatte, avec Jacques Brel : Madame Roussel
- 1969 : La Peau de Torpédo de Jean Delannoy, avec Michel Constantin : Sylvianne Collet
- 1972 : Nous ne vieillirons pas ensemble de Maurice Pialat, avec Jean Yanne : la mère de Catherine
- 1973 : Deux Hommes dans la ville de José Giovanni, avec Jean Gabin : Geneviève Cazeneuve
- 1974 : Les murs ont des oreilles de Jean Girault, avec Louis Velle : Gilda, la cuisinière
- 1974 : Tamara ou Comment j'ai enterré ma vie de jeune fille de Michel Berkowitch : elle-même
- 1975 : C'est jeune et ça sait tout de Claude Mulot
- 1976 : L'Exercice du pouvoir de Philippe Galland, avec Michel Aumont
- 1977 : Pourquoi ? d'Anouk Bernard : la psychologue

### Télévision
- 1974 : Acte de probité d'Henry Polage : Evita de Kerfaouet
- 1976 : Adios, mini-série réalisée par André Michel : Daisy
- 1985 : Châteauvallon de Serge Friedman, Paul Planchon et Emmanuel Fonlladosa : Zoé Kovalic

## Théâtre
- 1971 : Dumas le magnifique d'Alain Decaux, mise en scène de Julien Bertheau, au Théâtre du Palais Royal